# 水之夢端
水之 夢端（みずの むたん）とは、日本の作家。
経済学者水野勝之博士が弟子たちのサポートを受けて執筆しているペンネームと言われている。
よって経済問題、社会問題をテーマにした作品が多い。

## 作品
- 水之夢端、椋田撩（2018）「ソフト経済小説で読む超高齢化社会　21世紀ネバーランド政策」晃洋書房（北野大氏推薦）
- 水之夢端（2020）「異世界縄文タイムトラベル」幻冬舎ルネッサンス新社
  - 上毛新聞（2020.9.24）、十勝毎日新聞（2020.9.26）、信濃毎日新聞（2020.10.3）で記事、書評として取り上げられた。[2][3][4]
- 水之夢端、椋田撩（2021）「ジビンカ・レストラン　シャッター街の奇跡の再生物語」東京図書出版（萩生田光一文部科学大臣推薦）[1]